# Costachorema notopterum
Costachorema notopterum är en nattsländeart som beskrevs av Keith A.J. Wise 1972. Costachorema notopterum ingår i släktet Costachorema och familjen Hydrobiosidae. Inga underarter finns listade i Catalogue of Life.